# Frattura (mineralogia)
La frattura è la tendenza di un cristallo a rompersi lungo superfici irregolari diverse dai piani di sfaldatura.
Tutti i minerali hanno fratture che possono essere trasversali rispetto al/ai piani di sfaldatura o in una qualunque direzione (in quei minerali come il quarzo che non presentano piani di sfaldatura). Individuare il tipo di frattura aiuta ad identificare il minerale.

## Tipi di frattura
- scabra: segue superfici irregolari.
- concoide: segue superfici lisce ma curve.
- scagliosa: con superfici formate da particelle lamellari.
- scheggiosa o fibrosa: molto comune, con superfici cosparse di schegge o fibre.
- terrosa: le superfici sono cosparse di minuscoli granuli.